# 阿米内
亚当·阿米内·丹尼尔（Adam Aminé Daniel，1994年4月18日—），美国饶舌歌手、歌手与词曲作家。他以首支商业单曲“Caroline”为人熟知，其曾登至美国Billboard百强单曲榜第11名。 2017年7月28日，阿米内发布了他的首张专辑《Good for You》。

## 早年生活
阿米內出生於美國奧勒岡州的波特蘭，他的父母為厄立特里亚和埃塞俄比亚移民 ，並在1990年代時移民到美國。其母親曾在美國郵政署擔任過郵政工人，其父親為教師和兼職譯者。高中則就讀於本森理工高中（Benson Polytechnic High School （页面存档备份，存于）），他的早期作品主題圍繞在學校生活和對其學校的diss track，曾短暫加入該校篮球隊，但因傷病問題被踢出。
高中畢業後，阿米內進入波特蘭州立大學就讀市場行銷，曾在美國雜誌COMPLEX的嘻哈專欄中擔任實習生。

## 唱片
- 《Good for You》(2017年)
- 《OnePointFive》(2018年)
- 《Limbo》(2020年)
- 《TWOPOINTFIVE》(2021年)

## 巡演
- Tour for You (与Towkio) (2017年)[3]
- TourPointFive (2018年)[4]

## 获奖和提名
| 年份 | 大奖                                        | 奖项                                     | 获提名作品/人 | 结果 |
| ---- | ------------------------------------------- | ---------------------------------------- | ------------- | ---- |
| 2017 | 黑人娱乐电视嘻哈音乐奖 (BET Hip Hop Awards) | 最佳嘻哈新艺人 (Best New Hip Hop Artist) | 本人          | 提名 |